# Oberpfälzer Wald
Het Oberpfälzer Wald (Tsjechisch: Český les) is een middelgebergte tussen het Fichtelgebergte en het Beierse Woud. Het gebergte strekt zich ruim 100 km uit langs de grens tussen Duitsland en Tsjechië tussen de steden Waldsassen in het noorden en Waldmünchen in het zuiden. De hoogste top van het Oberpfälzer Wald is de Čerchov, een berg van 1042 meter die op Tsjechisch grondgebied ligt.
Vanwege de strategische ligging op de grens van Beieren en Bohemen zijn in het gebied tussen de 11e en de 13e eeuw veel burchten gebouwd. In de middeleeuwen zijn grote delen van het bos gerooid en verbruikt in de smederijen in het gebied.